# Jane Gylling
Jane Gylling est une nageuse suédoise née le 6 avril 1902 à Visby et morte le 10 mars 1961 à Göteborg.

## Biographie
Aux Jeux olympiques d'été de 1920 à Anvers, Jane Gylling est médaillée de bronze du relais 4×100 mètres nage libre ; elle est aussi sixième des finales du 100 mètres nage libre et du 300 mètres nage libre. Elle est éliminée en séries du 400 mètres nage libre aux Jeux olympiques d'été de 1924 à Paris.